# Л’Иль-д’Иё
Л’Иль-д’Иё (фр. L'Île-d'Yeu) — коммуна на западе Франции, регион Пеи-де-ла-Луар, департамент Вандея, округ Ле-Сабль-д'Олон, кантон Л’Иль-д’Иё. Занимает всю территорию острова Йе в Бискайском заливе в 20 км от атлантического побережья Франции.
Население (2019) — 4 850 человек.

## История и достопримечательности
- Цитадель (Форт Пьер-Леве) середины XIX века
- Шато Л’Иль-д’Иё XIV века
- Средневековая церковь Святого Спасителя, пострадавшая от удара молнии в 1953 году и восстановленная в примитивном романском стиле

## Экономика
Структура занятости населения:
- сельское хозяйство — 6,6 %
- промышленность — 7,6 %
- строительство — 14,5 %
- торговля, транспорт и сфера услуг — 43,8 %
- государственные и муниципальные службы — 27,5 %

Уровень безработицы (2019) — 11,8 % (Франция в целом —  12,9 %, департамент Вандея — 10,5 %). 

Среднегодовой доход на 1 человека, евро (2019) — 22 090 (Франция в целом — 21 930, департамент Вандея — 21 550).

## Демография
Динамика численности населения, чел.

## Администрация
Пост мэра Л’Иль-д’Иё с 2008 года занимает Брюно Нури (Bruno Noury), член Совета департамента Вандея от кантона Л’Иль-д’Иё. На муниципальных выборах 2020 года возглавляемый им правый список победил в 1-м туре, получив 61,33 % голосов.
| Период | Период | Фамилия          | Партия                           | Примечания                                                                                            |
| ------ | ------ | ---------------- | -------------------------------- | --- |
| 1953   | 1974   | Луи Мишо         | Народно-республиканское движение | строительный подрядчик, член Генерального совета департамента, депутат Национального собрания Франции |
| 1974   | 1980   | Раймон Крузет    |                                  | |
| 1980   | 1983   | Жан-Клод Бернар  | Разные правые                    | |
| 1983   | 1995   | Пьер Кроше       |                                  | |
| 1995   | 1996   | Жан-Клод Бернар  | Разные правые                    | |
| 1996   | 2001   | Жан-Клод Орсонно | Разные правые                    | |
| 2001   | 2008   | Морис Кустильер  | Разные левые                     | директор школы                                                                                        |
| 2008   |        | Брюно Нури       | Разные левые Разные правые       | работник частного сектора, член Генерального совета и Совета департамента                             |

## Побратимы
- остров Фёр, Германия
- Персе Канада

## Галерея

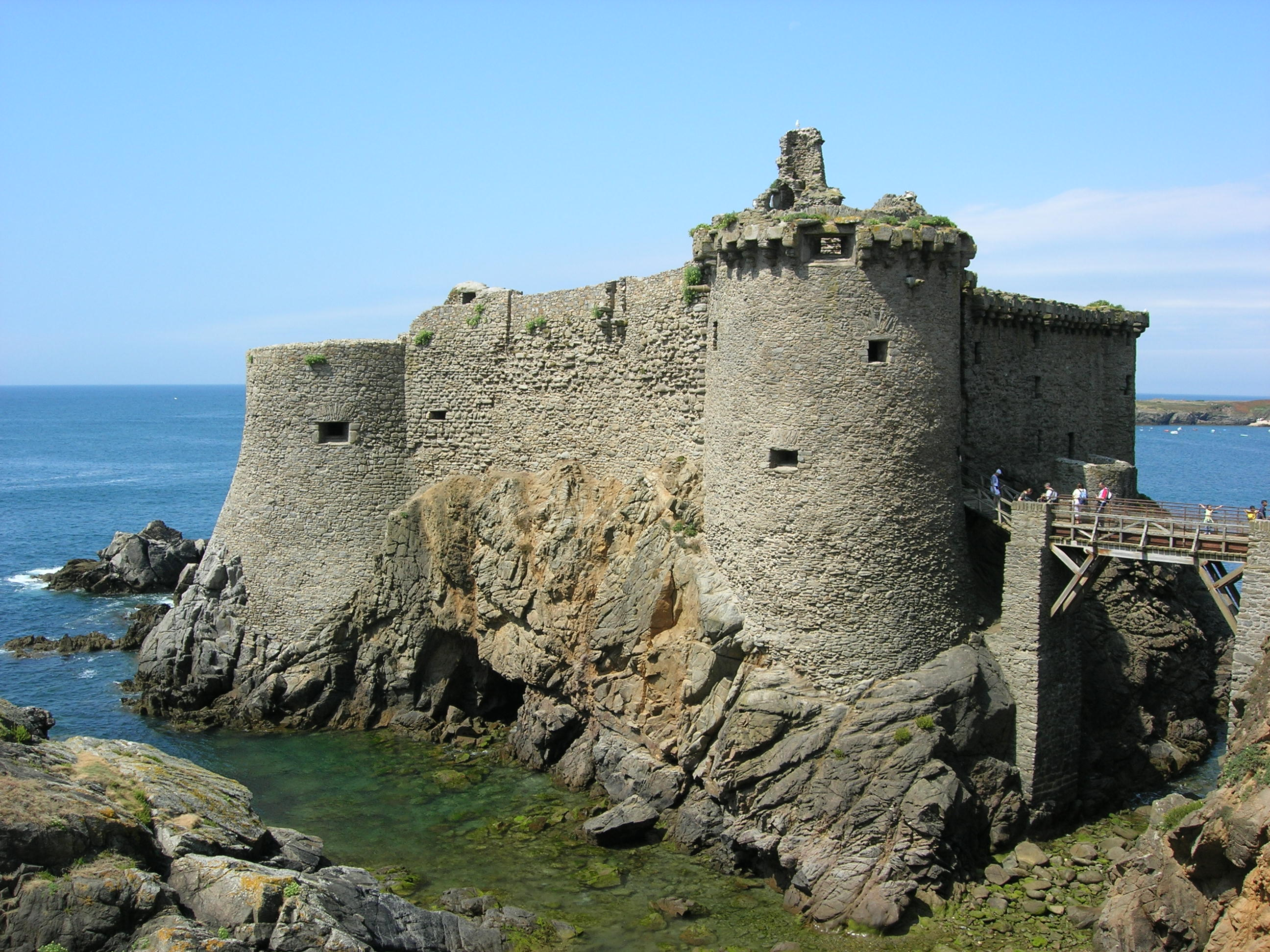
Шато
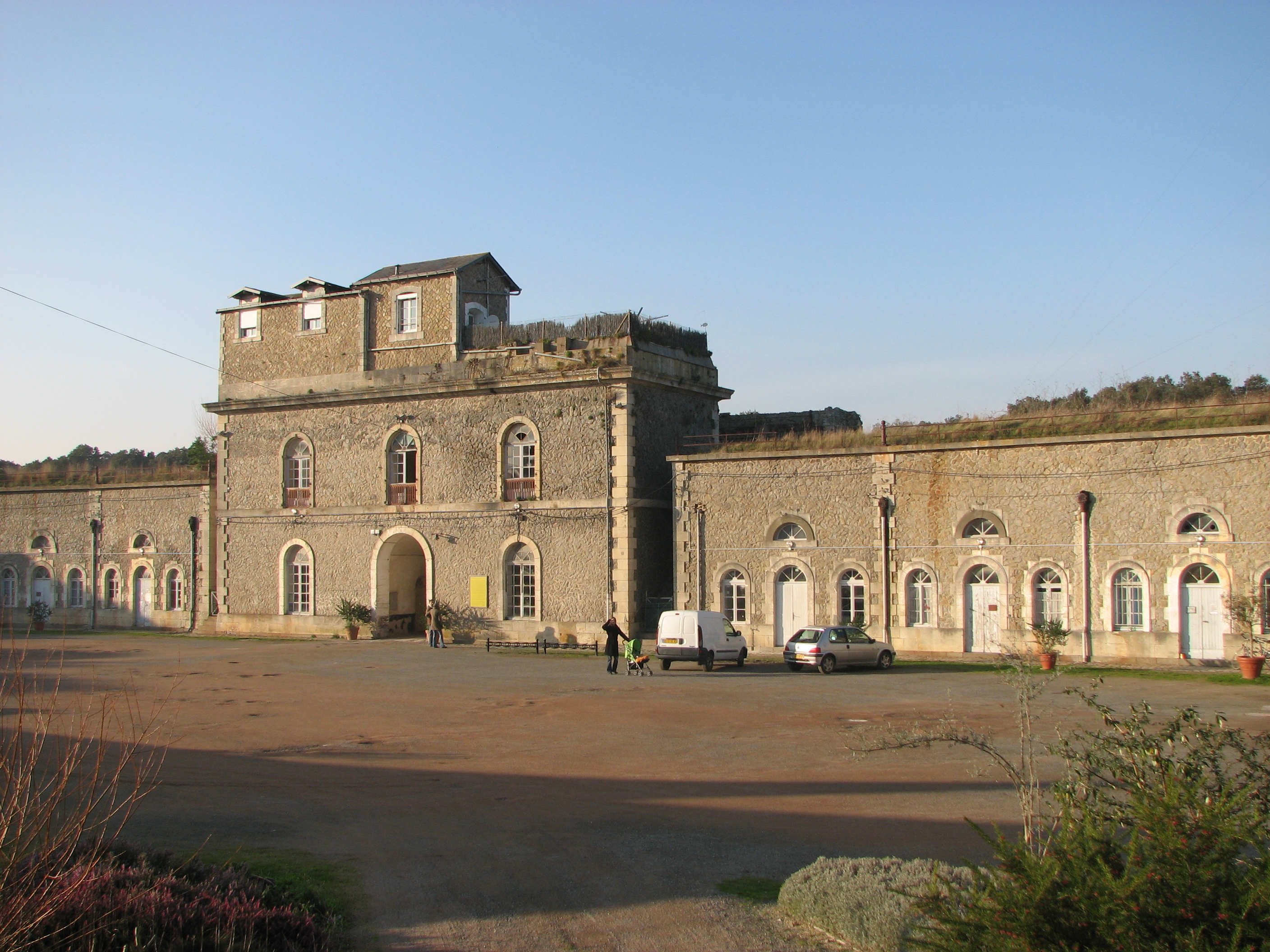
Форт Пьер-Леве
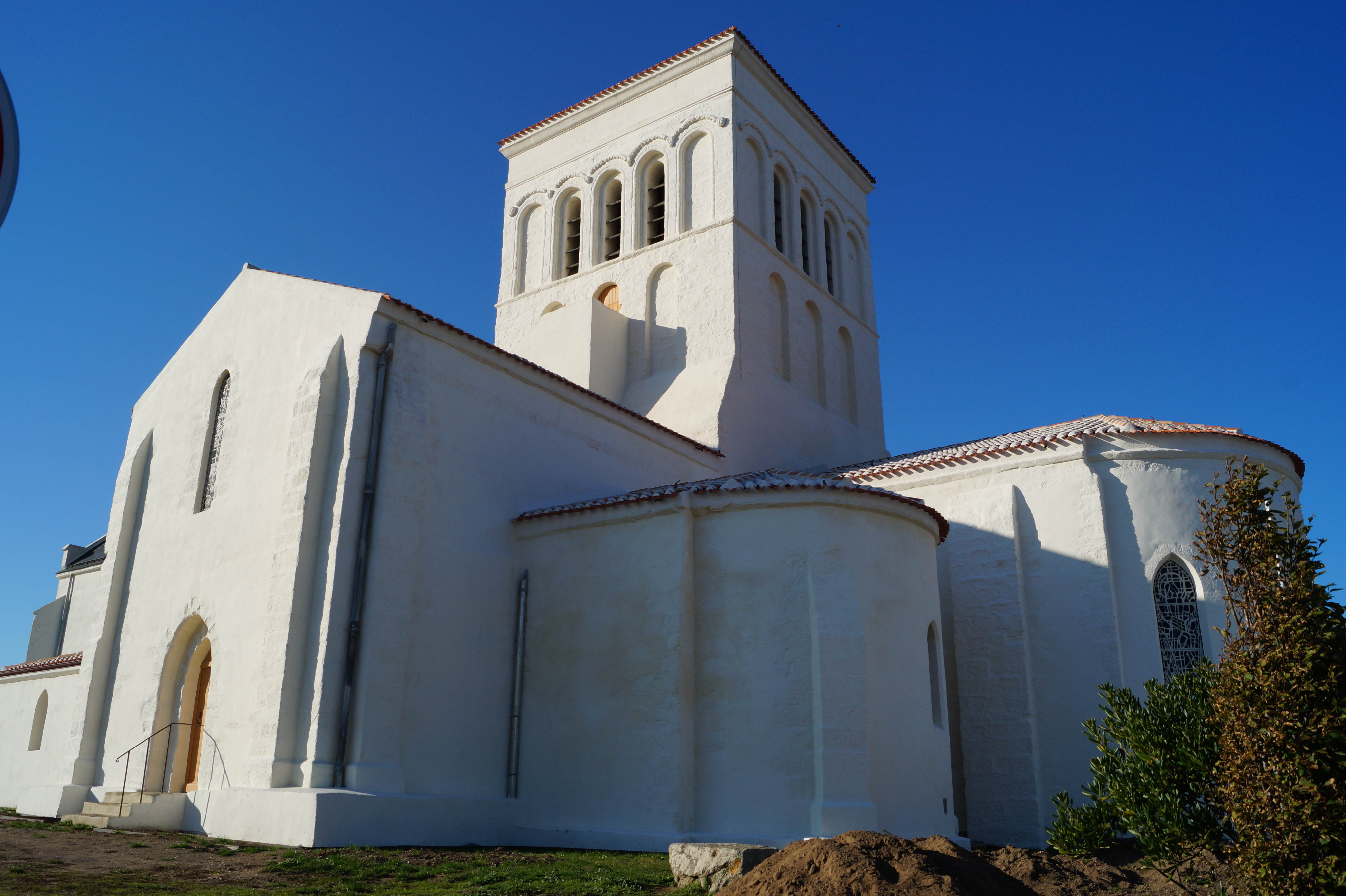
Церковь Святого Спасителя